# Horodyszcze (sielsowiet Szczomyślica)
Horodyszcze (biał. Гарадзішча, ros. Городище) – wieś na Białorusi, w obwodzie mińskim, w rejonie mińskim, w sielsowiecie Szczomyślica.